# The Call Boy's Vengeance
The Call Boy's Vengeance (o The Call Boy's Revenge) è un cortometraggio muto del 1910. Il nome del regista non viene riportato nei credit del film.

## Produzione
Il film fu prodotto dalla Vitagraph Company of America.

## Distribuzione
Distribuito dalla Vitagraph Company of America, il film - un cortometraggio di 97,5 metri - uscì nelle sale cinematografiche statunitensi l'11 gennaio 1910. È stato distribuito come split reel assieme alla commedia The Old Maid's Valentine.